# Flugplatz Lesce-Bled

i8
i11
i13
Der Flugplatz Lesce-Bled (ICAO-Code: LJBL) ist ein Flugplatz unweit des Luftkurortes Bled im nordwestlichen Teil von Slowenien und liegt nur einige Luftkilometer von Österreich entfernt.
Der Flugplatz verfügt über eine 1130 m lange Asphalt- und eine 600 m lange Graspiste, jeweils mit der Ausrichtung 14/32. Er darf nur nach vorheriger Genehmigung angeflogen werden (PPR-Regelung).
Der Flugplatz verfügt auch über eine Segelflugschule und ein Restaurant. Für das Segelfliegen eignet sich besonders die nahegelegene Bergkette der Karawanken.